# 2016 FV58
2016 FV58, também escrito como 2016 FV58, é um objeto transnetuniano que está localizado no cinturão de Kuiper, uma região do Sistema Solar. Este corpo celeste é classificado como provável cubewano. Ele possui uma magnitude absoluta de 7,8 e tem um diâmetro estimado de 121 km.

## Descoberta
2016 FV58 foi descoberto no dia 28 de março de 2016 pelo DECam.

## Órbita
A órbita de 2016 FV58 tem uma excentricidade de 0,016 e possui um semieixo maior de 41,121 UA. O seu periélio leva o mesmo a uma distância de 40,444 UA em relação ao Sol e seu afélio a 41,797 UA.